# 荒平站
荒平站（日语：／ Arahira eki */?）是位於鹿兒島縣鹿屋市天神町，日本國有鐵道（國鐵）的大隅線車站（廢站）。
在1987年（昭和62年）車站廢止後，車站成為鄰接車站的荒平天神（菅原神社）的休息處，月台上還設有候車室。在2013年（平成25年）初，鹿兒島縣實施「有魅力的觀光地製作事業」，景觀進行整理，使車站被撒走。

## 廢止時的車站構造
此站是地面車站，設有1面1線的單式月台和1條側線。此站是無人車站。
在有人車站時代，月台靠近垂水一方端設有木製車站大樓，在無人化時拆毀，遺址變成了混凝土製的候車室。

## 歷史

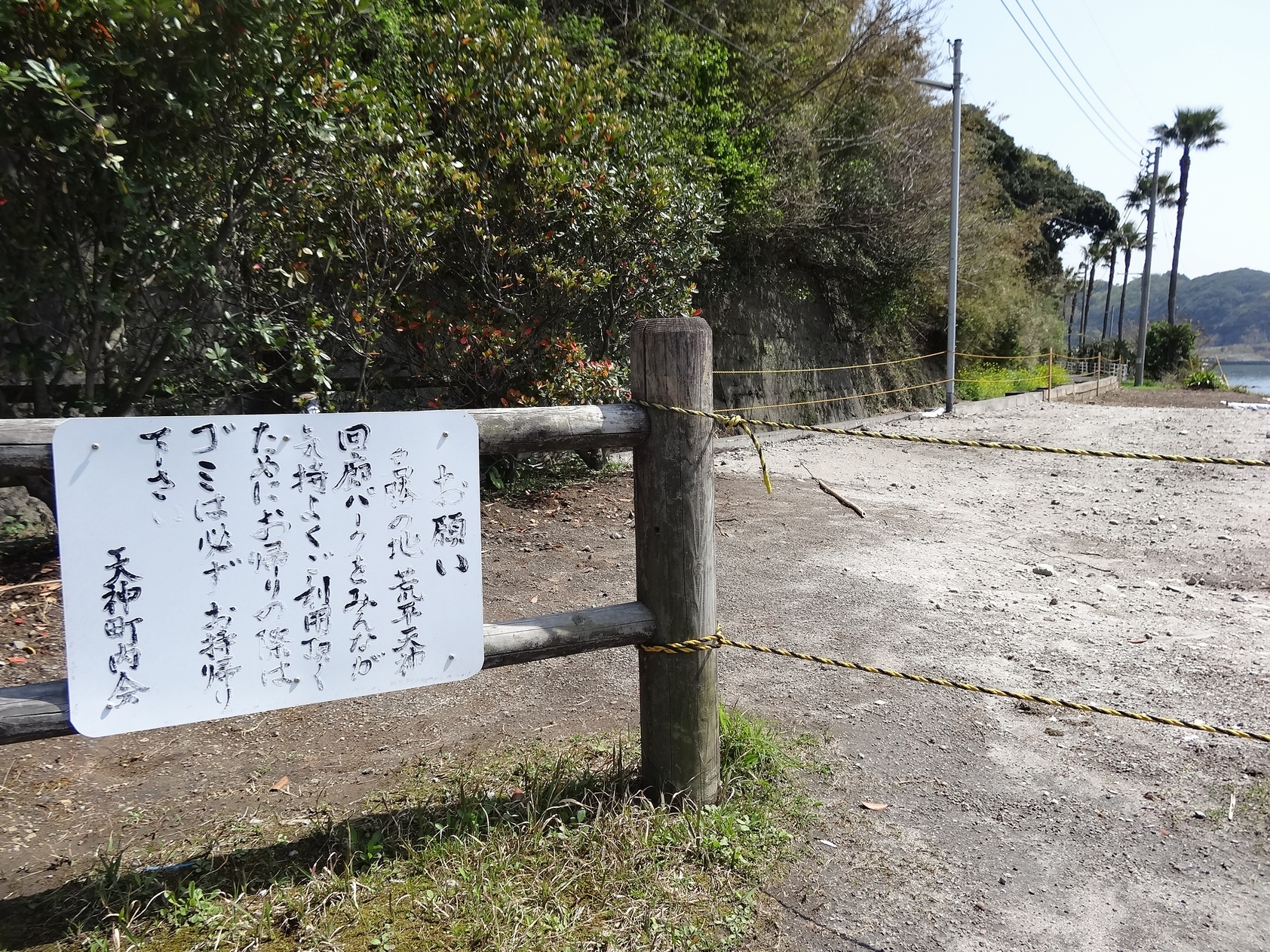
月台和候車室撤去後的車站遺址（2013年3月）

- 1923年（大正12年）12月19日 - 大隅鐵道古江至高須之間開通，此站啟用。當時為軌距762毫米的輕便鐵道。
- 1935年（昭和10年）6月1日 - 鐵道省收購大隅鐵道，成為國鐵古江線車站。
- 1936年（昭和11年）10月23日 - 國鐵古江東線東串良至串良之間開通，古江線改名，以西路段為古江西線。
- 1938年（昭和13年）10月10日 - 古江西線改軌距工程完畢，古江東線與古江西線合併為古江線。
- 1945年（昭和20年）6月20日 - 車站暫停營業。
- 1947年（昭和22年）4月20日 - 車站恢復營業[3]。
- 1972年（昭和47年）9月9日 - 路線名稱改為大隅線[4]。
- 1987年（昭和62年）3月14日 - 大隅線全線廢止，此站也廢止[4]。

## 相鄰車站
日本國有鐵道
大隅線
大隅高須－荒平－古江
在1938年（昭和13年）10月10日進行改軌距和遷移車站前。荒平站與此站之間曾設有金濱站，此站與古江之間曾設有船間站。

## 注腳
1. 1 2 3 4  . JTB出版. : 333 （日语）.
2. ↑  鹿屋市議會事務局《かのや市議会だより》第28號，2013年 p.3
3. ↑  「運輸省告示第199号」『官報』1947年4月18日（國立國會圖書館數碼化收藏）
4. 1 2  . 鐵道雜誌（日语：鉄道ジャーナル） (鐵道雜誌社). 1987-06, 21 (7): 96–98 （日语）.